# Araçarí de collar
L'araçarí de collar (Pteroglossus torquatus) és una espècie d'ocell de la família dels ramfàstids (Ramphastidae). Habita la selva humida i altres formacions boscoses del sud de Mèxic, incloent la Península de Yucatán, Amèrica Central, nord de Colòmbia i oest i nord de Veneçuela.